# Alemannia Mariadorf
Alemannia Mariadorf (vollständiger Name: Sportverein Alemannia 1916 e. V. Mariadorf) ist ein Sportverein aus dem Alsdorfer Stadtteil Mariadorf in der Städteregion Aachen. Die erste Fußballmannschaft spielte zwölf Jahre lang in der höchsten mittelrheinischen Amateurliga.

## Geschichte
Der Verein wurde im Jahre 1916 gegründet. Im Jahre 1931 schaffte die Alemannia den Aufstieg in die seinerzeit zweitklassige 1. Bezirksklasse Rhein und verpasste ein Jahr später als Vizemeister hinter Viktoria Kellersberg die Qualifikation für die neu geschaffene Bezirksklasse. Nachdem der Aufstieg dorthin gelungen war, erreichte die Mannschaft 1941 und 1944 jeweils die Aufstiegsrunde zur seinerzeit erstklassigen Gauliga Mittelrhein bzw. Köln-Aachen. Beim ersten Versuch scheiterten die Mariadorfer am SV Victoria Köln. Drei Jahre später wurde die Alemannia Zweiter hinter den Sportfreunden Düren. Ob Alemannia Mariadorf in der Saison 1944/45 an Gauligaspielen teilgenommen hat, ist unbekannt.
Nach dem Ende des Zweiten Weltkrieges gehörte die Alemannia ab 1947 der Bezirksklasse an, wo drei Jahre später der Aufstieg in die Landesliga gelang, der seinerzeit höchsten Amateurliga am Mittelrhein. Nach sechsten Plätzen in den Jahren 1951 und 1953 folgte 1954 der Abstieg in die Bezirksklasse. Das Entscheidungsspiel um den Klassenerhalt wurde gegen den Kohlscheider BC im neutralen Übach-Palenberg mit 0:3 verloren. Nach einer Vizemeisterschaft hinter Viktoria Alsdorf 1955 gelang ein Jahr später der Wiederaufstieg in die Landesliga. Diese war durch die gleichzeitige Einführung der Verbandsliga Mittelrhein nur noch die zweithöchste Amateurliga.
Zwei Jahre später gelang der Aufstieg in die Verbandsliga, wo die Alemannia 1960 mit Rang drei hinter dem SV Baesweiler 09 und dem Siegburger SV 04 ihren sportlichen Zenit erreichte. 1962 wurden die Mariadorfer noch einmal Vierter, bevor die Mannschaft zwei Jahre später in die Landesliga absteigen musste. 1969 gelang der Wiederaufstieg, bevor es zwei Jahre später erneut in die Landesliga runterging. 1974 folgte dann der Abstieg in die Bezirksklasse. Nach einem kurzen Landesligagastspiel in der Saison 1978/79 konnte sich die Alemannia ab 1982 wieder in der Landesliga etablieren. 1990 folgte der erneute Abstieg.
Seitdem konnten die Mariadorfer nur noch von 1992 bis 1995, von 2002 bis 2005, von 2007 bis 2009 sowie von 2011 bis 2013 Gastspiele in der Landesliga geben. Dem letzten Abstieg im Jahre 2013 folgte der Wiederaufstieg zwei Jahre später. Im Jahre 2017 folgte der erneute Abstieg in die Bezirksliga. Es dauerte bis 2020, ehe der Wiederaufstieg gelang. Zwei Jahre später ging es wieder runter in die Bezirksliga.

## Persönlichkeiten
- Rachid Azzouzi
- Kai Havertz
- Johannes Kau
- Michél Kniat
- Hans-Peter Lehnhoff